# 1,2-Millimeter-Band

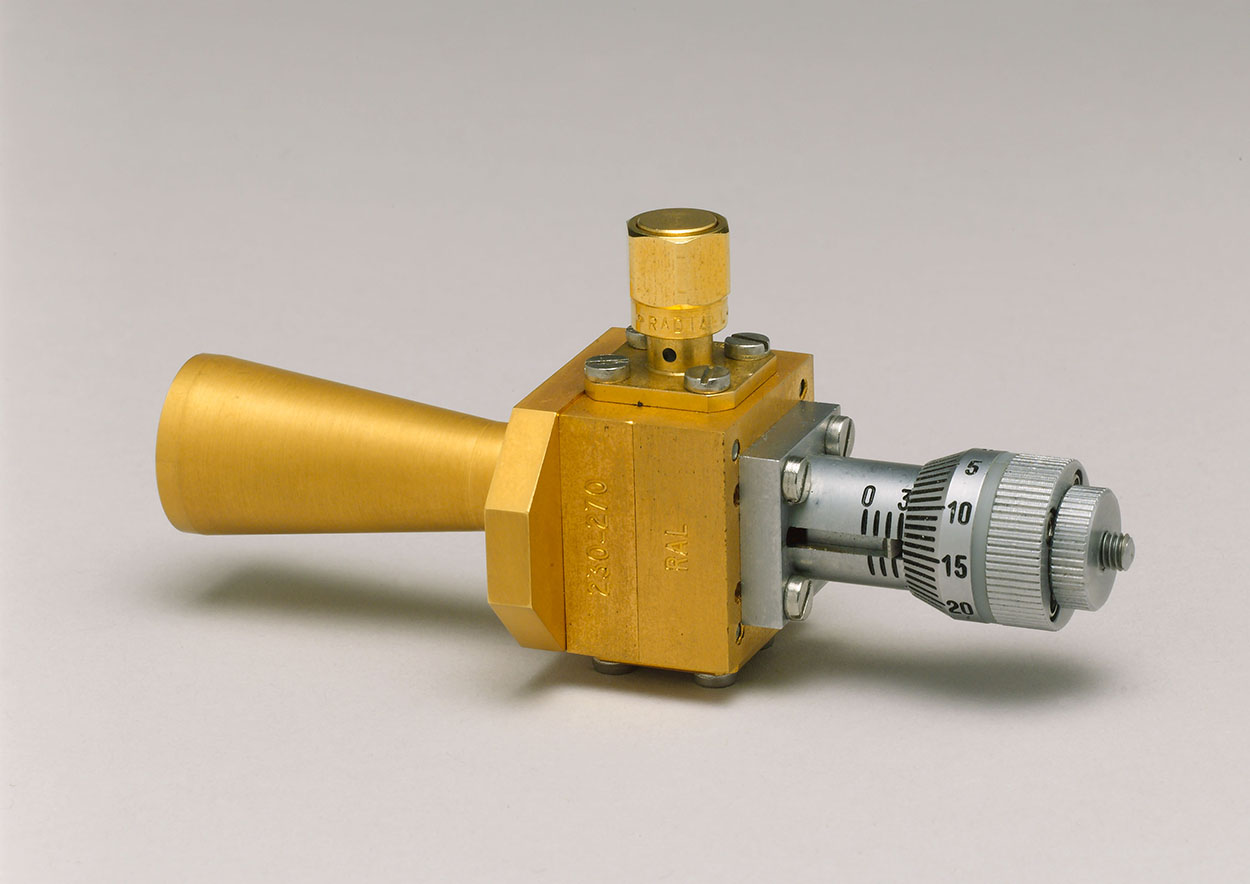
Empfängerkomponente für das 1,2-Millimeter-Band

Als 1,2-Millimeter-Band bezeichnet man den Frequenzbereich von 241 bis 250 GHz. Er liegt im Mikrowellenspektrum. Der Name leitet sich von der ungefähren Wellenlänge dieses Frequenzbereiches ab.

## Bandplan des 1,2-Millimeter-Amateurbandes
Der Amateurfunk-Bandplan sieht wie folgt aus:
| Frequenzbereich     | Nutzung                           |
| ------------------- | --------------------------------- |
| 241,000–248,000 GHz | alle Betriebsarten                |
| 248,000–248,001 GHz | Schmalband, Amateurfunksatelliten |
| 248,001–250,000 GHz | alle Betriebsarten                |

## Bandplan des ISM-Bandes
Daneben ist der Frequenzbereich von 244 GHz bis 246 GHz auch ein ISM-Band.
| Frequenzbereich     | Nutzung  |
| ------------------- | -------- |
| 244,000–246,000 GHz | ISM-Band |